# Solomon Burke
Solomon Vincent McDonald Burke, nato James Solomon McDonald (Filadelfia, 21 marzo 1940 – Haarlemmermeer, 10 ottobre 2010), è stato un cantante statunitense.

## Biografia
Membro della Rock and Roll Hall of Fame è spesso chiamato "il Re del Rock'n'Soul".
Formatosi come reverendo a Filadelfia, iniziò presto a condurre uno spettacolo radiofonico di musica gospel, per poi firmare negli anni sessanta un contratto con la Atlantic Records.
Il suo primo successo è Just Out Of Reach Of My Open Arms, cover di una canzone popolare country, seguito nel 1962 da Cry to Me.
Nel 1964 compone e incide per la prima volta la celeberrima Everybody Needs Somebody to Love, riproposta come cover da The Rolling Stones (1965) e Wilson Pickett (1967) e ritornata in auge nel 1980, grazie al film The Blues Brothers.
Le registrazioni più famose di Burke hanno attraversato gli anni '60 lasciando un segno nella "soul music".  Burke era "un cantante la cui articolazione fluida e potente e la mescolanza di temi sacri e profani hanno contribuito a definire la musica soul nei primi anni '60".  Ha attinto alle sue radici - gospel, jazz, country e blues - per sviluppare un proprio stile in un'epoca in cui rhythm and blues e rock erano ancora agli inizi.
Nel 2001 Burke è stato inserito nella Rock and Roll Hall of Fame.
Dopo alcuni album minori Solomon Burke riconquista le scene nel 2002, in seguito al grande successo dell'album Don't Give Up on Me, nel quale canta canzoni scritte appositamente per l'occasione da grandi artisti come Elvis Costello, Bob Dylan, Van Morrison e Tom Waits.
Il suo album "Don't Give Up on Me" ha vinto il Grammy Award come miglior album Blues contemporaneo al 45º Grammy Awards nel 2003. Nel 2005 Burke è stato accreditato con la vendita di 17 milioni di album. La rivista Rolling Stone ha classificato Burke come n. 89 nella sua lista del 2008 dei 100 più grandi cantanti di tutti i tempi".
Durante i 55 anni in cui si è esibito nella sua carriera professionale, Burke ha pubblicato 38 album in studio con almeno 17 etichette discografiche e 35 singoli registrati negli Stati Uniti, inclusi 26 singoli che hanno scalato le classifiche R&B di Billboard.
Muore all'età di 70 anni il 10 ottobre 2010 all'aeroporto Schiphol di Amsterdam, a seguito di un malore occorso durante un viaggio aereo proveniente da Los Angeles.

### In Italia
Negli anni '90 registra un album a Napoli, presso gli studi della Sold out(etichetta discografica indipendente dei Planet Funk).
Solomon Burke si esibisce per la prima volta a Porretta Terme (BO) il 7 novembre 1987 in un memorabile concerto di tre ore, omaggio a Graziano Uliani e alla sua associazione Sweet Soul Music per avergli permesso di esibirsi alla tv italiana (D.O.C.  condotto da Renzo Arbore su Rai2, 2 novembre 1987). Iniziò allora un rapporto familiare con Porretta che lo riporterà sul palco del Porretta Soul Festival nelle edizioni del 1990, 1998, 2003 e 2009. 
Nel 2017 alla presenza di Selassie Burke, uno dei 21 figli di Solomon, gli verrà dedicato a Porretta il ponte della stazione sul fiume Reno.
Nel 2003 registra l'album Season's Greetings presso la Scuola di Alto perfezionamento Musicale di Saluzzo (CN), fondendo in tredici brani natalizi (alcuni di sua composizione originale e altri reinterpretazioni di brani classici tradizionali) l'anima soul che caratterizza il suo stile con gli arrangiamenti per orchestra sinfonica realizzati da Renato Serio, con l'orchestra d'archi della Scuola APM e i musicisti dell'orchestra del Teatro Regio di Torino.
Viene inoltre prodotto un CD promozionale di 7 brani, in edizione speciale limitata, presentato in due concerti natalizi al Teatro Regio di Torino e in Sala Nervi in Vaticano, a dicembre dello stesso anno, in occasione degli eventi legati alla Giornata Mondiale della Disabilità (Solomon già da diversi anni a causa del peso eccessivo trascorre gran parte della sua vita sulla sedia a rotelle).
L'album completo, tuttavia, non vedrà mai la pubblicazione, a causa della scomparsa improvvisa del produttore Rrok Jakaj.
Nel 2004 prende parte al progetto musicale Zu & Co. del cantante italiano Zucchero Fornaciari, insieme al quale si esibisce anche alla Royal Albert Hall per l'inizio dello Zu & Co. Tour.
Il 19 agosto 2009 presso lo Stadio dei Pini di Viareggio si esibisce insieme a Zucchero Fornaciari e molti altri artisti nazionali e internazionali (tra cui Sting) nel Concerto per Viareggio dedicato alle vittime della tragedia ferroviaria di quell'estate.
Uno dei suoi ultimi concerti si è svolto il 19 luglio 2010 a Mascalucia per il "Circuito del Mito" organizzato dalla Regione Siciliana.

## Discografia parziale
- 1962 - Solomon Burke
- 1963 - If You Need Me
- 1964 - Rock 'n' Soul
- 1965 - The Rest of Solomon Burke
- 1968 - I Wish I Knew
- 1968 - King Solomon
- 1969 - Proud Mary
- 1972 - King Heavy
- 1972 - Electronic Magnetism
- 1974 - I Have a Dream
- 1975 - Back to My Roots
- 1975 - Music to Make Love By
- 1979 - Sidewalks, Fences & Walls
- 1979 - Lord We Need a Miracle
- 1979 - Get up and Do Something
- 1981 - King of Rock 'n' Soul
- 1983 - Take Me, Shake Me (live)
- 1985 - Soul Alive
- 1986 - A Change Is Gonna Come
- 1990 - Into My Life You Came
- 1990 - This Is His
- 1990 - Homeland
- 1993 - Soul of the Blues
- 1994 - Live at House of Blues
- 1997 - Definition of Soul
- 1998 - We Need a Miracle
- 1999 - Not by Water But Fire This Time
- 2002 - Soulman
- 2002 - Don't Give Up on Me
- 2002 - The Incredible Solomon Burke at His Best
- 2003 - The Season's Greetings (Ltd. Ed.)
- 2003 - The Apollo Album
- 2005 - Make Do With What You Got
- 2006 - Erice
- 2006 - Nashville
- 2008 - Like A Fire
- 2010 - Nothing's Impossible
- 2010 - Hold on Tight (with De Dijk)

### Singoli (1956-1963)
- 1956 Walking In A Dream (R&B #16)
- 1956 No Man Walks Alone (R&B #21)
- 1961 Just Out Of Reach (R&B #7)
- 1962 Cry To Me (R&B #3)
- 1962 Down In The Valley (R&B #20)
- 1962 I'm Hanging Up My Heart For You (R&B #15)
- 1962 I Really Don't Want To Know (R&B #27)
- 1963 If You Need Me (R&B #2(5))
- 1963 You're Good For Me (R&B #3)